# Горня Ораовиця
Горня Ораовиця (хорв. Gornja Oraovica) — населений пункт у Хорватії, у Сисацько-Мославинській жупанії у складі громади Двор.

## Населення
Населення за даними перепису 2011 року становило 36 осіб.
Динаміка чисельності населення поселення:

## Клімат
Середня річна температура становить 10,65 °C, середня максимальна – 24,59 °C, а середня мінімальна – -5,62 °C. Середня річна кількість опадів – 1051 мм.
| Клімат поселення                              | Клімат поселення | Клімат поселення | Клімат поселення | Клімат поселення | Клімат поселення | Клімат поселення | Клімат поселення | Клімат поселення | Клімат поселення | Клімат поселення | Клімат поселення | Клімат поселення | Клімат поселення |
| Показник                                      | Січ.             | Лют.             | Бер.             | Квіт.            | Трав.            | Черв.            | Лип.             | Серп.            | Вер.             | Жовт.            | Лист.            | Груд.            |                  |
| Середній максимум, °C                         | 6,95             | 8,58             | 12,76            | 16,99            | 21,43            | 24,59            | 23,81            | 23,38            | 19,74            | 14,98            | 9,36             | 5,56             |                  |
| Середня температура, °C                       | 0,66             | 2,30             | 6,48             | 10,70            | 15,14            | 18,30            | 20,05            | 19,62            | 15,98            | 11,21            | 5,59             | 1,78             |                  |
| Середній мінімум, °C                          | −5,62            | −4               | 0,20             | 4,41             | 8,85             | 12,00            | 16,27            | 15,84            | 12,22            | 7,43             | 1,83             | −1,99            |                  |
| Норма опадів, мм                              | 66               | 65               | 74               | 88               | 91               | 100              | 93               | 92               | 94               | 97               | 106              | 85               |                  |
| Середньомісячна швидкість вітру, м/с          | 1.66             | 1.83             | 2.21             | 2.12             | 1.96             | 1.76             | 1.72             | 1.61             | 1.62             | 1.69             | 1.74             | 1.76             |                  |
| Середньомісячна сонячна радіація, кДж/м²·день | 4395             | 7183             | 10874            | 15327            | 19453            | 21590            | 22802            | 19863            | 14722            | 9264             | 4942             | 3637             |                  |
| --------------------------------------------- | ---------------- | ---------------- | ---------------- | ---------------- | ---------------- | ---------------- | ---------------- | ---------------- | ---------------- | ---------------- | ---------------- | ---------------- | ---------------- |
| Джерело:                                      |                  |                  |                  |                  |                  |                  |                  |                  |                  |                  |                  |                  |                  |